# Astragalus medius
Astragalus medius är en ärtväxtart som beskrevs av Alexander Gustav von Schrenk. Astragalus medius ingår i släktet vedlar, och familjen ärtväxter. Inga underarter finns listade i Catalogue of Life.